# La Robe de mariée

La Robe de mariée (The Wedding Dress) est un téléfilm américain réalisé par Sam Pillsbury et diffusé en 2001.

## Synopsis
3 histoires sur le mariage autour d'une seule et unique robe de mariée...

## Fiche technique
- Titre : The Wedding Dress
- Réalisation : Sam Pillsbury
- Scénario : Alexander Ignon, Emily Tracy
- Pays :  États-Unis
- Format : couleur (Technicolor)
- Date de diffusion américaine : 2001
- Durée: 95 min.

## Distribution
- Neil Patrick Harris : Travis Cleveland
- Margaret Colin : Madeline Carver
- Tyne Daly : Joan Delano
- Kathryne Dora Brown : Zoey Delano
- Kim Hawthorne : Laura Rodericks
- Jay Brazeau : Art Panner
- Peter Wingfield : Steve Blaine
- Donnelly Rhodes : Deke Johannsen
- Natassia Malthe : Lula
- Darcy Belsher : Billy
- Lauren Lee Smith : Hannah Pinkham
- Naomi Lawson-Baird : Mary Pinkham
- Jessica Schreier : Ella Pinkham
- Stefanie von Pfetten : Cass
- Sam Vincent : Armand
- Bethoe Shirkoff : Older Hannah
- Lillian Carlson : Grandma Hotchkiss
- Malcolm Stewart : Dr. Weineger
- Andy Thompson : Haswell
- Andrew McIlroy : Lorne
- Laurie Brunetti : Pawnbroker
- Fred Henderson : Robert Carver
- Kirsten Prout : Stella Carver
- Nicki Clyne : Catherine Blaine
- John R. Taylor : Juge Phillips
- David Lewis : L'avocat de Joan
- Anthony Harrison : L'avocat de Deke
- Steve Byers : Capitaine Jeffries